# 姜培琳
姜培琳（1979年8月30日—），中国女性模特儿，天津工业大学艺术学院、新疆艺术学院客座教授，时尚专栏作者。2003年北京师范大学心理学院，心理学研究生毕业，獲碩士學位。2009年5月28日，与联想集團高層刘军在北京举行婚礼。

## 榮譽
- 1999年，上海国际模特大赛亚军。
- 2000年，中国最佳职业时装模特第一。
- 2001年，中国最佳职业时装模特第一。
- 2003年，荣获上海时尚焦点大奖；同年10月巴黎服装周，以领队身份带领中国模特隊参演卢浮宫“时尚中华”服装展。
- 2003年，中国服装大盘点，中国服装业最出色的职业模特，首榜。
- 2004年，福布斯“中国名人榜”第55位。

## 廣告
- 世界黄金协会中国地区的形象代表。
- 宝洁公司潘婷洗发水形象代表。
- 美国美神莱宝石亚洲区形象代表。
- 沃尔沃汽车中国先行大使。
- 马克·张品牌形象代表。
- 美国温雅染发形象代言人。
- 商务通产品形象代言人。

## 寫真集
- 2001年，写真散文集《追逐虚荣》
- 2002年，写真散文集《心经》
- 2004年，写真散文集《心旅》

## 主持節目
- 南方電視臺，《時尚Follow Me》
- 北京電視臺，《魅力前綫》

## 外部連結
- 培琳新浪Blog（页面存档备份，存于）
- 姜培琳官方網站（页面存档备份，存于）